# Сонер Карагоз
Сонер Карагоз (тур. Soner Karagöz; 3 січня 1972) — турецький боксер, призер чемпіонату світу серед аматорів.

## Аматорська кар'єра
1991 року переміг на Середземноморських іграх. На чемпіонаті світу 1991 програв в першому бою Чхве Чхоль Су (Північна Корея).
На чемпіонаті світу 1995 програв в першому бою Золтану Лунка (Німеччина).
На чемпіонаті Європи 1996 програв в другому бою Йону Ларбі (Швеція).
На Олімпійських іграх 1996 програв в першому бою Іштвану Ковачу (Угорщина).
1997 року переміг на Середземноморських іграх. На чемпіонаті світу 1997 завоював бронзову медаль.
- В 1/16 фіналу переміг Єтіса Байрамі (Хорватія) — 11-6
- В 1/8 фіналу переміг Вергіліо Вісера (Філіппіни) — 4-3
- У чвертьфіналі переміг Мірко Шаде (Німеччина) — 6-4
- У півфіналі програв Вальдемару Фонт (Куба) — 1-9

На чемпіонаті Європи 1998 програв у другому бою Мар'яну Александру (Румунія).